# Serrat Fosc
El Serrat Fosc és una muntanya de 704 metres que es troba al municipi de Pinell de Solsonès, a la comarca catalana del Solsonès.